# Abbey Lincoln
Abbey Lincoln, nome d'arte di Anna Marie Wooldridge (Chicago, 6 agosto 1930 – New York, 14 agosto 2010), è stata una cantante, compositrice e attrice statunitense.
È stata anche una portavoce per i diritti civili durante gli anni Sessanta.

## Biografia
Cresciuta in una fattoria del Michigan, salì sulle scene nella High School prima di partire per la California dove cantò con delle orchestre a partire dal 1951. Si esibì due anni nei club di Hawaï, poi tre anni a Hollywood. Dopo aver cantato nei bar con i nomi di Anna Marie, Gaby Lee e Gaby Wooldridge, nel 1956 fece il suo debutto discografico con Benny Carter con il nome di Abbey Lincoln.
Sempre nel 1956 apparve nella commedia musicale Gangster cerca moglie (The Girl Can't Help It), con un abito che Marilyn Monroe aveva indossato nel film Gli uomini preferiscono le bionde, e vi interpretò la canzone principale insieme a Benny Carter. Nel 1959 lavorò a Londra, poi prese parte a delle tournée con il musical Jamaica di cui era la vedette.
Nel 1957, il batterista Max Roach l'accompagnò per i dischi che pubblicò con la Riverside. Nel 1962 Abbey Lincoln e Max Roach si sposarono, divorziando nel 1970.
È morta il 14 agosto 2010 a New York all'età di 80 anni.

## Poetica
«Ascoltando i suoi brani sembra che al centro della voce si sia sempre, accanto alla protesta, alla rabbia, al lamento, un elemento ludico, appena nascosto e non estraneo all'africanismo. In certe frasi, pronunciate con ironia, in certe note allungate con estenuazione, si percepisce una sorridente svagatezza, una disposizione infantile al gioco, un amore per la felicità, che poi ritroviamo proprio all'origine dell'impegno».

## Discografia
- - Affair, 1956
- - That's him, 1957
- - It's magic, 1958
- - Abbey Is Blue, 1959
- - We Insist! - Freedom Now Suite, con Max Roach, 1960
- - Straight ahead, 1961
- - Painted Lady, con Archie Shepp, Blue Marge, 1980
- - What Are You Doing The Rest Of Your Life, 1980
- - Abbey Sings Billie, 1987
- - The World Is Falling Down, 1990
- - You Gotta Pay The Band, con Stan Getz, 1991
- - Devil's Got Your Tongue, 1992
- - Talking to the sun, 1993, (prima edizione 1983)
- - Through The Years, con il pianista Bheki Mseleku, 1993
- - When There is Love, con Hank Jones, Verve, 1992
- - A Turtle's Dream, Verve, 1994
- - Who Used to Dance, Verve, 1996
- - Wholly Earth, Emarcy, 1999
- - Over the Years, Verve, 2000
- - It's Me, Verve, 2003
- - Abbey sings Abbey, Universal Music France, 2007